# Wimbi Dira Airways
Wimbi Dira Airways es una aerolínea regular y chárter, de pasajeros y carga con base en Kinshasa,  República Democrática del Congo. Sirve a las principales ciudades del país.

## Historia
La aerolínea fue fundada en 2003 y las operaciones comenzaron el 13 de agosto de 2003. La compañía está dirigida por David Mavinga y emplea a 270 personas.

### Estatus de aerolínea prohibida
La aerolínea figura en la lista de aerolíneas prohibidas en la UE. Esto significa que no puede operar vuelos de ningún tipo dentro de la zona de la Unión Europea. Esto se debe a que no cumple los requerimientos mínimos de seguridad.

## Servicios
Destinos domésticos regulares (a julio de 2010): Gbadolite, Gemena, Goma, Isiro, Kananga, Kindu, Kinshasa, Kisangani, Lubumbashi, Kalemie Mbandaka and Mbuji-Mayi.

## Flota
La flota de Wimbi Dira Airways consiste en los siguientes aviones (a 11 de noviembre de 2011):
- 1 Antonov An-24 (9Q-CWC)

## Accidentes e incidentes
El 4 de octubre de 2005 un Antonov 12V (9Q-CWC) despegó del Aeropuerto de Kisangani con unos cien soldados de la República Democrática del Congo. El avión tuvo una toma dura en el Aeropuerto de Aru, provocando que el tren de aterrizaje penetrase en la cabina. Durante la evacuación dos pasajeros corrieron hacia las hélices que aún estaban en funcionamiento; ambos pasajeros murieron.